# Zweden op de Olympische Winterspelen 1964

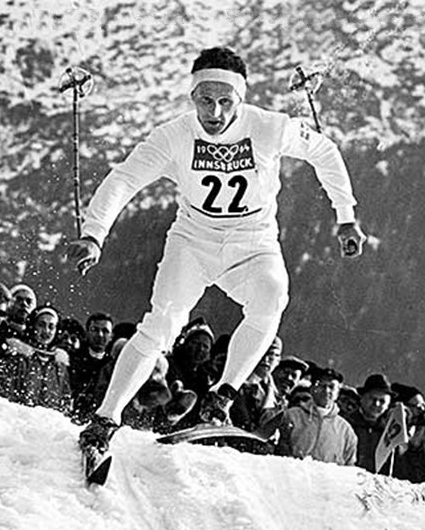
Sixten Jernberg in 1964

Tijdens de Olympische Winterspelen van 1964, die in Innsbruck (Oostenrijk) werden gehouden, nam Zweden voor de negende keer deel.

## Medailleoverzicht
| Sport      | Olympiër                                                      | Discipline            | Medaille |
| ---------- | ------------------------------------------------------------- | --------------------- | -------- |
| Langlaufen | Sixten Jernberg                                               | 50 km (m)             | Goud     |
| Langlaufen | Karl-Åke Asph Sixten Jernberg Janne Stefansson Assar Rönnlund | 4x10 km estafette (m) | Goud     |
| Schaatsen  | Jonny Nilsson                                                 | 10.000 m (m)          | Goud     |
| Langlaufen | Assar Rönnlund                                                | 50 km (m)             | Zilver   |
| Langlaufen | Barbro Martinsson Britt Strandberg Toini Gustafsson           | 3x5 km estafette (v)  | Zilver   |
| IJshockey  | Olympisch team                                                | mannen                | Zilver   |
| Langlaufen | Sixten Jernberg                                               | 15 km (m)             | Brons    |

## Deelnemers en resultaten

### Alpineskiën
| Olympiër         | Discipline       | Resultaat | Prestatie                        |
| ---------------- | ---------------- | --------- | -------------------------------- |
| Bengt-Erik Grahn | afdaling (m)     | 31e       | 2.29,29 (+11,13)                 |
| Bengt-Erik Grahn | reuzenslalom (m) | dq        | diskwalificatie                  |
| Bengt-Erik Grahn | slalom (m)       | dq-1      | diskwalificatie run 1            |
| Rune Lindström   | afdaling (m)     | dnf       | opgave                           |
| Rune Lindström   | reuzenslalom (m) | 24e       | 1.57,06 (+10,35)                 |
| Rune Lindström   | slalom (m)       | 26e       | 2.22,68 (+11,55) 1.16,00+1.06,68 |
| Lars Olsson      | afdaling (m)     | dnf       | opgave                           |
| Lars Olsson      | slalom (m)       | dq-2      | diskwalificatie run 2            |
| Olle Rolén       | afdaling (m)     | 37e       | 2.31,14 (+12,98)                 |
| Olle Rolén       | reuzenslalom (m) | 30e       | 2.00,01 (+13,30)                 |
| Olle Rolén       | slalom (m)       | 28e       | 2.23,08 (+11,95) 1.16,14+1.06,94 |

### Biatlon
| Olympiër           | Discipline | Resultaat | Prestatie                              |
| ------------------ | ---------- | --------- | -------------------------------------- |
| John Güttke        | 20 km (m)  | 9e        | 1:28.02,4 (+7.35,6) pen.: 2 (0-0-0-2)  |
| Sture Ohlin        | 20 km (m)  | 12e       | 1:29.46,0 (+9.19,2) pen.: 2 (1-1-0-0)  |
| Sven-Olof Axelsson | 20 km (m)  | 17e       | 1:33.13,6 (+12.46,8) pen.: 6 (0-1-3-2) |
| Sten Eriksson      | 20 km (m)  | 25e       | 1:35.27,8 (+15.01,0) pen.: 6 (2-2-1-1) |

### Bobsleeën
| Olympiër                                                         | Discipline              | Resultaat | Prestatie                                               |
| ---------------------------------------------------------------- | ----------------------- | --------- | ------------------------------------------------------- |
| Kjell Lutteman Heino Freyberg                                    | 2-mansbob (m) Zweden I  | 12e       | 4.28,93 (+7,03) (1.06,81 / 1.06,99 / 1.07,93 / 1.07,20) |
| Jan-Erik Åkerström Carl-Erik Eriksson                            | 2-mansbob (m) Zweden II | dnf       | opgave (1.08,01 / 1.11,81 / / )                         |
| Kjell Holmström Walter Aronson Kjell Lutteman Carl-Erik Eriksson | 4-mansbob (m) Zweden I  | 11e       | 4.19,24 (+4,78) (1.04,26 / 1.04,04 / 1.04,56 / 1.06,38) |

### Kunstrijden
| Olympiër               | Discipline | Resultaat | Prestatie                |
| ---------------------- | ---------- | --------- | ------------------------ |
| Ann-Margreth Frei-Käck | vrouwen    | 21e       | pc. 191,0; 1661,1 punten |

### Langlaufen
| Olympiër                                                      | Discipline            | Resultaat | Prestatie                                         |
| ------------------------------------------------------------- | --------------------- | --------- | ------------------------------------------------- |
| Sixten Jernberg                                               | 15 km (m)             | Brons     | 51.42,2 (+0.48,1)                                 |
| Sixten Jernberg                                               | 30 km (m)             | 5e        | 1:32.39,6 (+1.48,9)                               |
| Sixten Jernberg                                               | 50 km (m)             | Goud      | 2:43.52,6                                         |
| Lars Olsson                                                   | 15 km (m)             | 16e       | 52.57,9 (+2.03,8)                                 |
| Melcher Risberg                                               | 50 km (m)             | 10e       | 2:48.03,0 (+4.10,4)                               |
| Assar Rönnlund                                                | 15 km (m)             | 13e       | 52.35,5 (+1.41,4)                                 |
| Assar Rönnlund                                                | 30 km (m)             | 7e        | 1:32.43,6 (+1.52,9)                               |
| Assar Rönnlund                                                | 50 km (m)             | Zilver    | 2:44.58,2 (+1.05,6)                               |
| Torsten Samuelsson                                            | 30 km (m)             | 9e        | 1:33.07,8 (+2.17,1)                               |
| Janne Stefansson                                              | 15 km (m)             | 5e        | 51.46,4 (+0.52,3)                                 |
| Janne Stefansson                                              | 30 km (m)             | 4e        | 1:32.34,8 (+1.44,1)                               |
| Janne Stefansson                                              | 50 km (m)             | 4e        | 2:45.36,6 (+1.44,0)                               |
| Karl-Åke Asph Sixten Jernberg Janne Stefansson Assar Rönnlund | 4x10 km estafette (m) | Goud      | 2:18.34,6 (35.14,2 / 35.00,0 / 34.16,8 / 34.03,6) |
|                                                               |                       |           |                                                   |
| Gun Ädel                                                      | 5 km (v)              | 32e       | 26.09,0 (+8.18,5)                                 |
| Gun Ädel                                                      | 10 km (v)             | 17e       | 44.18,9 (+3.54,6)                                 |
| Toini Gustafsson                                              | 5 km (v)              | 6e        | 18.25,7 (+0.35,2)                                 |
| Toini Gustafsson                                              | 10 km (v)             | 8e        | 41.41,1 (+1.16,8)                                 |
| Barbro Martinsson                                             | 5 km (v)              | 7e        | 18.26,4 (+0.35,9)                                 |
| Barbro Martinsson                                             | 10 km (v)             | 11e       | 42.36,1 (+2.11,8)                                 |
| Britt Strandberg                                              | 5 km (v)              | 11e       | 19.07,5 (+1.17,0)                                 |
| Britt Strandberg                                              | 10 km (v)             | 4e        | 40.54,0 (+0.29,7)                                 |
| Barbro Martinsson Britt Strandberg Toini Gustafsson           | 3x5 km estafette (v)  | Zilver    | 1:01.27,0 (+2.06,8) (21.53,9 / 19.51,3 / 19.41,8) |

### Schaatsen
| Olympiër            | Discipline   | Resultaat | Prestatie         |
| ------------------- | ------------ | --------- | ----------------- |
| Heike Hedlund       | 500 m (m)    | 7e        | 41,0 (+0,9)       |
| Manne Lavås         | 500 m (m)    | 29e       | 42,7 (+2,6)       |
| Manne Lavås         | 1500 m (m)   | 24e       | 2.16,2 (+5,9)     |
| Björn Lekman        | 500 m (m)    | 22e       | 42,1 (+2,0)       |
| Ivar Nilsson        | 1500 m (m)   | 19e       | 2.15,6 (+5,3)     |
| Ivar Nilsson        | 5000 m (m)   | 7e        | 7.49,0 (+10,6)    |
| Ivar Nilsson        | 10.000 m (m) | 10e       | 16.40,3 (+50,2)   |
| Jonny Nilsson       | 5000 m (m)   | 6e        | 7.48,4 (+10,0)    |
| Jonny Nilsson       | 10.000 m (m) | Goud      | 15.50,1           |
| Bo Ollander         | 500 m (m)    | 27e       | 42,6 (+2,5)       |
| Bo Ollander         | 1500 m (m)   | 28e       | 2.17,1 (+6,8)     |
| Örjan Sandler       | 1500 m (m)   | 18e       | 2.15,4 (+5,1)     |
| Örjan Sandler       | 5000 m (m)   | 19e       | 8.05,3 (+26,9)    |
| Örjan Sandler       | 10.000 m (m) | 17e       | 16.56,9 (+1.06,8) |
|                     |              |           |                   |
| Inger Eriksson      | 500 m (v)    | 9e        | 47,3 (+2,3)       |
| Inger Eriksson      | 1000 m (v)   | 9e        | 1.37,8 (+4,6)     |
| Inger Eriksson      | 1500 m (v)   | 12e       | 2.32,0 (+9,4)     |
| Inger Eriksson      | 3000 m (v)   | 14e       | 5.32,6 (+17,7)    |
| Gunilla Jacobsson   | 500 m (v)    | 6e        | 46,5 (+1,5)       |
| Gunilla Jacobsson   | 1000 m (v)   | 6e        | 1.36,5 (+3,3)     |
| Gunilla Jacobsson   | 1500 m (v)   | 11e       | 2.31,9 (+9,3)     |
| Gunilla Jacobsson   | 3000 m (v)   | 15e       | 5.39,2 (+24,3)    |
| Christina Scherling | 500 m (v)    | 11e       | 47,8 (+2,8)       |
| Christina Scherling | 1000 m (v)   | 14e       | 1.39,5 (+6,3)     |
| Christina Scherling | 1500 m (v)   | 6e        | 2.29,4 (+6,8)     |
| Christina Scherling | 3000 m (v)   | 9e        | 5.27,6 (+12,7)    |

### Schansspringen
| Olympiër        | Discipline         | Resultaat | Prestatie                                                 |
| --------------- | ------------------ | --------- | --------------------------------------------------------- |
| Kurt Elimä      | normale schans (m) | 7e        | 208,9 punten 102,0 (76,0 m)+104,1 (75,0 m)+104,8 (75,0 m) |
| Kurt Elimä      | grote schans (m)   | 29e       | 195,3 punten 100,1 (89,5 m)+95,2 (81,5 m)+89,9 (74,0 m)   |
| Holger Karlsson | normale schans (m) | 35e       | 193,8 punten 93,8 (70,0 m)+96,7 (74,0 m)+97,1 (72,0 m)    |
| Holger Karlsson | grote schans (m)   | 52e       | 151,1 punten 75,4 (73,0 m)+75,7 (64,5 m)+54,4 (73,0 m)    |
| Olle Martinsson | normale schans (m) | 32e       | 194,8 punten 93,9 (72,0 m)+98,7 (74,0 m)+96,1 (72,0 m)    |
| Olle Martinsson | grote schans (m)   | 32e       | 193,5 punten 87,9 (80,5 m)+99,7 (84,0 m)+93,8 (76,0 m)    |
| Kjell Sjöberg   | normale schans (m) | 33e       | 194,6 punten 98,4 (72,0 m)+96,2 (71,5 m)+91,4 (67,5 m)    |
| Kjell Sjöberg   | grote schans (m)   | 5e        | 214,4 punten 103,8 (90,0 m)+98,8 (82,0 m)+110,6 (85,0 m)  |

### IJshockey
| Olympiër | Discipline | Resultaat | Prestatie |
| --- | ---------- | --------- | --- |
| Kjell Svensson Lennart Häggroth Gert Blomé Nils "Nicke" Johansson Roland Stoltz Bert-Ola Nordlander Nils Nilsson Ronald Pettersson Lars-Eric Lundvall Eilert Määttä Anders Andersson Ulf Sterner Carl-Göran Öberg Sven Johansson Uno Öhrlund Hans Mild Lennart Johansson | mannen     | Zilver    | kwalificatieronde: 12 - 2 Zweden - Italië A-groep (1e-8e plaats): 1 - 3 Zweden - Canada 7 - 4 Zweden - Verenigde Staten 7 - 0 Zweden - Finland 10 - 2 Zweden - Duits eenheidsteam 12 - 0 Zweden - Zwitserland 2 - 4 Zweden - Sovjet-Unie 8 - 3 Zweden - Tsjecho-Slowakije |

Argentinië · Australië · België · Bulgarije · Canada · Chili · Denemarken · Duits eenheidsteam · Finland · Frankrijk · Griekenland · Groot-Brittannië · Hongarije · IJsland · India · Iran · Italië · Japan · Joegoslavië · Libanon · Liechtenstein · Mongolië · Nederland ·  Noord-Korea · Noorwegen · Oostenrijk · Polen · Roemenië · Sovjet-Unie · Spanje · Tsjecho-Slowakije · Turkije · Verenigde Staten · Zuid-Korea · Zweden · Zwitserland